# Gustavo Zapata
Gustavo Miguel Zapata (* 15. Oktober 1967 in Saladillo Partido) ist ein ehemaliger argentinischer Fußballspieler.

## Karriere

### Verein
Zapata begann seine Karriere bei CA Temperley, wo er von 1986 bis 1989 spielte. Danach spielte er bei River Plate (1989–1993), Yokohama Marinos (1993–1996), San Lorenzo (1996–2000) und Chacarita Juniors (2000–2001).

### Nationalmannschaft
Im Jahr 1991 debütierte Zapata für die Argentinische Fußballnationalmannschaft. Mit der argentinischen Nationalmannschaft qualifizierte er sich für die Copa América 1991, 1993 und 1997. Er hat insgesamt 27 Länderspiele für Argentinien bestritten. 

## Errungene Titel

### Mit der Nationalmannschaft
- Copa América: 1991, 1993

### Mit seinen Vereinen
- Primera División (Argentinien): 1989/90, 1991/92
- J1 League: 1995